# أولاد اسلامة (مكانسة)
أولاد اسلامة هي إحدى مشيخات المملكة المغربية، تتبع جغرافيا لإقليم تاونات وإداريًا لمكانسة. يقدر عدد سكانها بـ 5004 نسمة حسب الإحصاء الرسمي للسكان والسكنى لسنة 2004.